# Luciano Dalla Bona
Luciano Dalla Bona (né le 8 septembre 1943 à Pressana, dans la province de Vérone, en Vénétie) est un coureur cycliste italien. 

## Biographie
Luciano Dalla Bona a notamment été deux fois champion du monde du contre-la-montre par équipes, en 1964 et 1965, et médaillé d'argent de cette discipline aux Jeux olympiques de 1964. 
Professionnel de 1967 à 1970 au sein de l'équipe Salvarini, il a remporté une étape du Tour d'Italie 1968. Son petit frère Giovanni a également été cycliste professionnel.

## Palmarès

### Palmarès amateur
- 1964
  -  Champion du monde du contre-la-montre par équipes[n 1]
  - 3e étape du Tour de l'Avenir
  - Gran Premio Cementi Zillo
  -  Médaillé d'argent du contre-la-montre par équipes des Jeux olympiques
  - 3e du Circuito dei Colli Storici
  - 3e du Trofeo Napoleone Faina
- 1965
  -  Champion du monde du contre-la-montre par équipes[n 2]
- 1966
  - Gran Premio Ezio Del Rosso
  - Coppa Città di San Daniele
  -  Médaillé de bronze du championnat du monde du contre-la-montre par équipes

### Palmarès professionnel
- 1967
  - Grand Prix de la ville de Camaiore
  - 10e de Paris-Tours
- 1968
  - 19e étape du Tour d'Italie
  - Tour des Marches
- 1969
  - 5ea étape de Paris-Nice (contre-la-montre par équipes)

## Résultats sur les grands tours

### Tour de France
2 participations
- 1967 : 65e
- 1970 : 96e

### Tour d'Italie
2 participations
- 1968 : 82e, vainqueur de la 19e étape
- 1969 : 55e